# Hockey Champions Trophy
Hockey Champions Trophy är en internationell landhockeytävling, som organiseras av IHF som och spelas sedan 1978 för herrar och sedan 1987 för damer. I turneringen deltar de högst rankade lagen i världen.

## Resultat

### Herrar
| 1978 Detaljer | Lahore, Pakistan                               | Pakistan      |                    | Australien     | Storbritannien |                    | Nya Zeeland    |
| 1980 Detaljer | Karachi, Pakistan                              | Pakistan      |                    | Västtyskland   | Australien     |                    | Nederländerna  |
| 1981 Detaljer | Karachi, Pakistan                              | Nederländerna |                    | Australien     | Västtyskland   |                    | Pakistan       |
| 1982 Detaljer | Amstelveen, Nederländerna                      | Nederländerna |                    | Australien     | Indien         |                    | Pakistan       |
| 1983 Detaljer | Karachi, Pakistan                              | Australien    |                    | Pakistan       | Västtyskland   |                    | Indien         |
| 1984 Detaljer | Karachi, Pakistan                              | Australien    |                    | Pakistan       | Storbritannien |                    | Nederländerna  |
| 1985 Detaljer | Perth, Västaustralien, Australien              | Australien    |                    | Storbritannien | Västtyskland   |                    | Pakistan       |
| 1986 Detaljer | Karachi, Pakistan                              | Västtyskland  |                    | Australien     | Pakistan       |                    | Storbritannien |
| 1987 Detaljer | Amstelveen, Nederländerna                      | Västtyskland  |                    | Nederländerna  | Australien     |                    | Storbritannien |
| 1988 Detaljer | Lahore, Pakistan                               | Västtyskland  |                    | Pakistan       | Australien     |                    | Sovjet         |
| 1989 Detaljer | Västberlin, Västtyskland                       | Australien    |                    | Nederländerna  | Västtyskland   |                    | Pakistan       |
| 1990 Detaljer | Melbourne, Victoria, Australien                | Australien    |                    | Nederländerna  | Tyskland       |                    | Pakistan       |
| 1991 Detaljer | Berlin, Tyskland                               | Tyskland      |                    | Pakistan       | Nederländerna  |                    | Australien     |
| 1992 detaljer | Karachi, Pakistan                              | Tyskland      | 4–0                | Australien     | Pakistan       | 2–1                | Nederländerna  |
| 1993 Detaljer | Kuala Lumpur, Malaysia                         | Australien    | 4–0                | Tyskland       | Nederländerna  | 6–2                | Pakistan       |
| 1994 Detaljer | Lahore, Pakistan                               | Pakistan      | 2–2 (7–6) straffar | Tyskland       | Nederländerna  | 2–2 (9–8) straffar | Australien     |
| 1995 Detaljer | Berlin, Tyskland                               | Tyskland      | 2–2 (4–2) straffar | Australien     | Pakistan       | 2–1                | Nederländerna  |
| 1996 Detaljer | Chennai, Tamil Nadu, Indien                    | Nederländerna | 3–2                | Pakistan       | Tyskland       | 5–0                | Indien         |
| 1997 Detaljer | Adelaide, Sydaustralien , Australien           | Tyskland      | 3–2 förlängning    | Australien     | Spanien        | 2–1                | Nederländerna  |
| 1998 Detaljer | Lahore, Pakistan                               | Nederländerna | 3–1                | Pakistan       | Australien     | 1–1 (8–7) straffar | Sydkorea       |
| 1999 Detaljer | Brisbane, Queensland, Australien               | Australien    | 3–1                | Sydkorea       | Nederländerna  | 5–2                | Spanien        |
| 2000 Detaljer | Amstelveen, Nederländerna                      | Nederländerna | 2–1 förlängning    | Tyskland       | Sydkorea       | 3–0                | Spanien        |
| 2001 Detaljer | Rotterdam, Nederländerna                       | Tyskland      | 2–1                | Australien     | Nederländerna  | 5–2                | Pakistan       |
| 2002 Detaljer | Köln, Nordrhein-Westfalen, Tyskland            | Nederländerna | 0–0 (3–2) straffar | Tyskland       | Pakistan       | 4–3                | Indien         |
| 2003 Detaljer | Amstelveen, Nederländerna                      | Nederländerna | 4–2                | Australien     | Pakistan       | 4–3                | Indien         |
| 2004 Detaljer | Lahore, Pakistan                               | Spanien       | 4–2                | Nederländerna  | Pakistan       | 3–2                | Indien         |
| 2005 Detaljer | Chennai, Indien                                | Australien    | 3–1                | Nederländerna  | Spanien        | 5–2                | Tyskland       |
| 2006 Detaljer | Terrassa, Spanien                              | Nederländerna | 2–1                | Tyskland       | Spanien        | 2–2 (5–4) straffar | Australien     |
| 2007 Detaljer | Kuala Lumpur, Malaysia                         | Tyskland      | 1–0                | Australien     | Nederländerna  | 3–2                | Sydkorea       |
| 2008 Detaljer | Rotterdam, Nederländerna                       | Australien    | 4–1                | Spanien        | Argentina      | 2–2 (5–3) straffar | Nederländerna  |
| 2009 Detaljer | Melbourne, Australien, Australien              | Australien    | 5–3                | Tyskland       | Sydkorea       | 4–2                | Nederländerna  |
| 2010 Detaljer | Mönchengladbach, Nordrhein-Westfalen, Tyskland | Australien    | 4–0                | England        | Nederländerna  | 4–1                | Tyskland       |
| 2011 Detaljer | Auckland, Nya Zeeland                          | Australien    | 1–0                | Spanien        | Nederländerna  | 5–3                | Nya Zeeland    |
| 2012 Detaljer | Melbourne, Australien, Australien              | Australien    | 2–1 förlängning    | Nederländerna  | Pakistan       | 3–2                | Indien         |
| 2014 Detaljer | Bhubaneswar, Orissa, Indien                    |               |                    |                |                |                    |                |
| 2016 Detaljer | Argentina                                      |               |                    |                |                |                    |                |
| 2018 Detaljer | Amsterdam, Nederländerna                       |               |                    |                |                |                    |                |

### Damer
| 1987 Detaljer | Amstelveen, Nederländerna                      | Nederländerna |                    | Australien     | Sydkorea      |                    | Kanada         |
| 1989 Detaljer | Frankfurt am Main, Hessen, Västtyskland        | Sydkorea      |                    | Australien     | Västtyskland  |                    | Storbritannien |
| 1991 Detaljer | Berlin, Tyskland                               | Australien    |                    | Tyskland       | Nederländerna |                    | Spaniens       |
| 1993 Detaljer | Amstelveen, Nederländerna                      | Australien    | 1–1 (4–2) straffar | Nederländerna  | Tyskland      | 2–0                | Sydkorea       |
| 1995 Detaljer | Mar del Plata, Buenos Aires, Argentina         | Australien    | 1–1 (4–3) straffar | Sydkorea       | USA           | 0–0 (4–1) straffar | Tyskland       |
| 1997 Detaljer | Berlin, Tyskland                               | Australien    | 2–1 förlängning    | Tyskland       | Nederländerna | 5–2                | Sydkorea       |
| 1999 Detaljer | Brisbane, Queensland, Australien               | Australien    | 3–2                | Nederländerna  | Tyskland      | 1–0                | Argentina      |
| 2000 Detaljer | Amstelveen, Nederländerna                      | Nederländerna | 3–2                | Tyskland       | Australien    | 1–0                | Argentina      |
| 2001 Detaljer | Amstelveen, Nederländerna                      | Argentina     | 3–2                | Nederländerna  | Australien    | 2–1 förlängning    | Kina           |
| 2002 Detaljer | Macao                                          | Kina          | 2–2 (3–1) straffar | Argentina      | Nederländerna | 4–3 förlängning    | Australien     |
| 2003 Detaljer | Sydney, Nya Sydwales, Australien               | Australien    | 3–2                | Kina           | Nederländerna | 3–2                | Argentina      |
| 2004 Detaljer | Rosario, Santa Fe, Argentina                   | Nederländerna | 2–0                | Tyskland       | Argentina     | 3–2                | Australien     |
| 2005 Detaljer | Canberra, ACT, Australien                      | Nederländerna | 0–0 (5–4) straffar | Australien     | Kina          | 2–2 (9–8) straffar | Argentina      |
| 2006 Detaljer | Amstelveen, Nederländerna                      | Tyskland      | 3–2                | Kina           | Nederländerna | 1–1 (4–1) straffar | Argentina      |
| 2007 Detaljer | Quilmes, Buenos Aires, Argentina               | Nederländerna | 1–0                | Argentina      | Tyskland      | 2–0                | Australien     |
| 2008 Detaljer | Mönchengladbach, Nordrhein-Westfalen, Tyskland | Argentina     | 6–2                | Tyskland       | Nederländerna | 3–0                | Kina           |
| 2009 Detaljer | Sydney, Nya Sydwales, Australien               | Argentina     | 0–0 (4–3) straffar | Australien     | Nederländerna | 5–2                | Tyskland       |
| 2010 Detaljer | Nottingham, England, Storbritannien            | Argentina     | 4–2                | Nederländerna  | England       | 2–1                | Tyskland       |
| 2011 Detaljer | Amsterdam, Nederländerna                       | Nederländerna | 3–3 (3–2) straffar | Argentina      | Nya Zeeland   | 3–2                | Sydkorea       |
| 2012 Detaljer | Rosario, Santa Fe, Argentina                   | Argentina     | 1–0                | Storbritannien | Nederländerna | 5–4                | Tyskland       |
| 2014 Detaljer | Mendoza, Mendoza, Argentina                    |               |                    |                |               |                    |                |
| 2016 Detaljer | London, England, Storbritannien                |               |                    |                |               |                    |                |
| 2018 Detaljer | Argentina                                      |               |                    |                |               |                    |                |